# Bistum Aversa
Das Bistum Aversa (lat.: Dioecesis Aversana, ital.: Diocesi di Aversa) ist eine in Italien gelegene römisch-katholische Diözese mit Sitz in Aversa.

## Geschichte

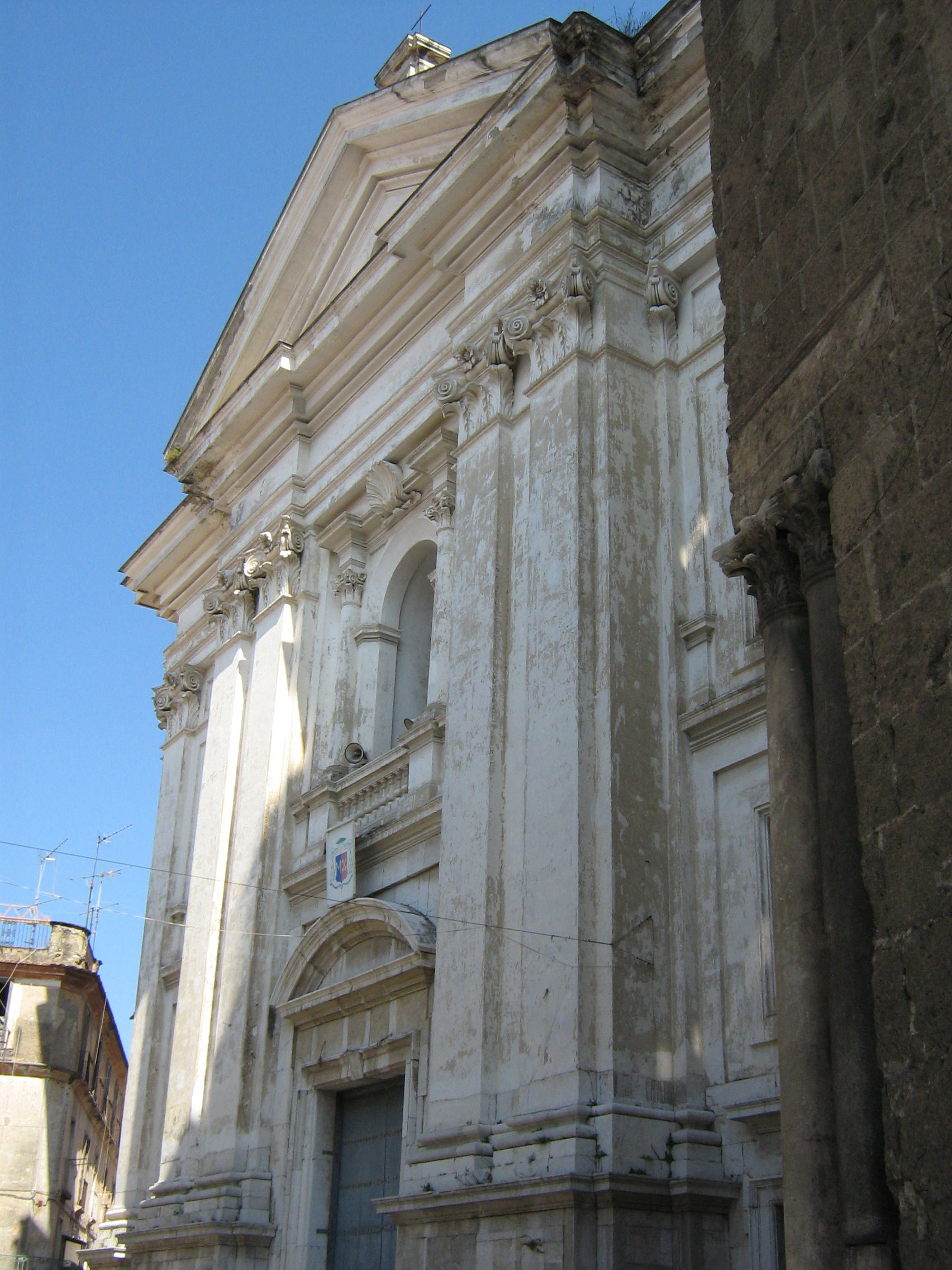
Kathedrale San Paolo in Aversa

Das Bistum Aversa wurde im Jahre 1053 durch Papst Leo IX. errichtet und dem Heiligen Stuhl direkt unterstellt. Im Jahre 1566 wurde das Priesterseminar des Bistums Aversa errichtet.
1979 wurde das Bistum Aversa dem Erzbistum Neapel als Suffraganbistum unterstellt.
Im Mai 2019 versetzte Papst Franziskus den inhaftierten Priester Michele Barone aus Casapesenna im Bistum Aversa in den Laienstand. Barone, dem Gründer der sektenähnlichen Gemeinschaft Piccola Casetta di Nazareth, ist der körperlichen Misshandlung eines Kindes im Rahmen eines Exorzismus und des sexuellen Missbrauchs mehrerer Mädchen in Međugorje angeklagt. Mit Barone waren die Eltern des verletzten Kindes und ein Polizeibeamter, der Barones Gemeinschaft angehörte und dem Strafvereitelung zugunsten Barones vorgeworfen wird, angeklagt und 2018 inhaftiert worden. Zuvor hatte Ortsbischof Angelo Spinillo Barone vom Dienst suspendiert.